# Kroktjärnen (Storsjö socken, Härjedalen)
Kroktjärnen är en sjö i Bergs kommun i Härjedalen och ingår i Ljungans huvudavrinningsområde. Sjön har en area på 0,456 kvadratkilometer och ligger 939,8 meter över havet.

## Delavrinningsområde
Kroktjärnen ingår i det delavrinningsområde (697397-133117) som SMHI kallar för Utloppet av Kroktjärnen. Medelhöjden är 981 meter över havet och ytan är 5,81 kvadratkilometer. Det finns inga avrinningsområden uppströms utan avrinningsområdet är högsta punkten. Vattendraget som avvattnar avrinningsområdet har biflödesordning 3, vilket innebär att vattnet flödar genom totalt 3 vattendrag innan det når havet efter 351 kilometer. Avrinningsområdet består mestadels av kalfjäll (92 procent). Avrinningsområdet har 0,45 kvadratkilometer vattenytor vilket ger det en sjöprocent på 7,7 procent.